# 影子姊妹 (2001年電視劇)
《影子姊妹2001》（羅馬化：Raeng Ngao）翻拍自著名作家南塔娜·維拉瓊的同名小說作品，並由泰國電視廣播有限公司出品，丘薩克·素提拉譚執導，安·通巴頌與提拉德·翁蓬班領銜主演的愛情連續劇。該劇於2001年12月14日起於Ch3Thailand首播。

## 劇情簡介
天真無邪的Mootha（安·通巴頌 飾）離開了鄉下的家，前往曼谷工作。公司同事Veekit（提拉德·翁蓬班 飾）很喜歡她，但Mootha只把他當成朋友，卻愛上了花心的董事長Janepope（尤特比猜·佔勒卡 飾）。Janepope已婚並育有三個孩子，欺騙Mootha並與其出軌。當他的妻子Nopnapa（薩薇迪里·薩米帕 飾）發現後，在大庭廣眾下公開羞辱了Mootha。敏感的Mootha回到娘家，因無法與心愛的人在一起而鬱鬱寡歡，帶著腹中的孩子上吊自殺了。而她的遺體，則被剛從國外回來的孿生妹妹Moonin（安·通巴頌 飾）第一個撞見。
Moonin對姊姊的死感到內疚，並決定為她報仇...... 聰明、有洞察力、果斷的她假扮成姊姊Mootha，回到曼谷工作，然後以某種方式引誘並破壞Janepope與Nopnapa的夫妻關係。在那裡，她開始愛上溫柔的Veekit。不知情的Veekit雖然對Mootha堅強又潑辣的轉變感到驚訝，但他卻越愛越深，不知道自己被Moonin欺騙了？

## 演員陣容
註：括號內的演員姓名為小名。

### 主要演員
- 安·通巴頌（Anne） 飾演 Mootha（雙胞胎姊姊）／Moonin（雙胞胎妹妹）
- 提拉德·翁蓬班（Kane） 飾演 Veekit（Kit）

### 配角
- 尤特比猜·佔勒卡（Dodo） 飾演 Janepope（Pope）
- 薩薇迪里·薩米帕（Tong） 飾演 Nopnapa（Napa）
- 努特薩拉·普拉瓦納（Lin） 飾演 Ratchanok（Nok）
- Daungjai Hathaikarn（Eed） 飾演 Soikham

Veekit的母親。
- 琵莎麥·維萊薩克（英语：Pisamai Vilaisak）（Mee） 飾演 Naphang

Nopnapa的母親。
- 達拉莉努·帕蘇塔娜文（Top） 飾演 Ruedee

Mootha的同事。
- Piacher Christensen（Piacher） 飾演
- 瑪鬱琳‧彭普潘（Kik） 飾演 Luksorn（Sorn）

Moonin的朋友。
- 琵姆普萊帕·唐普萊帕彭（Pim） 飾演 Tom

Janepope與Nopnapa的小女兒。

## 外部鏈接
- Ch3Plus上的《影子姊妹2001》（泰文）（页面存档备份，存于）
- 豆瓣电影上《影子姊妹》的資料 （简体中文）
- MyDramaList上的《影子姊妹2001》（英文）（页面存档备份，存于）